# Rapporto chetogenico
Il "rapporto chetogenico" è un concetto utilizzato nella dieta chetogenica per indicare la proporzione dei macronutrienti consumati. Questo rapporto è espresso come il rapporto tra i grammi di grassi e la somma dei grammi di proteine e carboidrati nella dieta. Viene utilizzato per determinare la quantità relativa di grassi, proteine e carboidrati che si consumano durante la dieta chetogenica.
Nella dieta chetogenica, l'obiettivo principale è indurre uno stato metabolico chiamato chetosi, in cui il corpo produce e utilizza corpi chetonici come fonte di energia principale al posto dei carboidrati. Per raggiungere questo stato, è necessario limitare l'apporto di carboidrati e proteine e aumentare l'apporto di grassi.
Gli alimenti consigliati nella dieta chetogenica sono quindi quelli ad alto contenuto di grassi sani e bassi contenuti di carboidrati. Questi includono alimenti come carni grasse (ad esempio manzo, maiale, agnello), pollame, pesce grasso (come salmone e sardine), uova, latticini grassi (come burro, formaggio, panna), olio d'oliva, olio di cocco, avocado, noci e semi (come mandorle, noci pecan, semi di lino, semi di chia), verdure a basso contenuto di carboidrati (come spinaci, cavoli, zucchine) e condimenti a base di grassi sani.
Il rapporto chetogenico può variare a seconda delle esigenze e degli obiettivi individuali. Nella fase iniziale della dieta chetogenica, chiamata induzione alla chetosi, un rapporto chetogenico basso, come 1:1 o 2:1, è spesso raccomandato per facilitare la transizione verso la chetosi. Ciò significa che si consumano 1 o 2 grammi di grassi per ogni grammo di proteine e carboidrati combinati.
Se l'obiettivo è raggiungere livelli più elevati di chetosi, potrebbe essere necessario passare a un rapporto chetogenico più alto, come 3:1 o 4:1. Questo significa consumare 3 o 4 grammi di grassi per ogni grammo di proteine e carboidrati combinati. Questi rapporti più alti possono essere utilizzati in situazioni specifiche, come nel trattamento di alcune condizioni mediche, ma richiedono un monitoraggio e una supervisione attenta da parte di un professionista sanitario.
È importante sottolineare che il rapporto chetogenico non è l'unico fattore rilevante nella dieta chetogenica. Altri aspetti, come l'apporto calorico totale, la scelta di alimenti sani e la varietà di nutrienti, sono altrettanto importanti per una dieta equilibrata e sostenibile.